# Julus intermedius
Julus intermedius är en mångfotingart som beskrevs av Henri W. Brölemann 1892. Julus intermedius ingår i släktet Julus och familjen kejsardubbelfotingar. Inga underarter finns listade i Catalogue of Life.